# Via Roma (Florence)
La Via Roma à Florence est située entre la Piazza San Giovanni et la Piazza della Repubblica, et est parallèle à la Via dei Calzaiuoli. 

## Histoire
La rue a été construite après la démolition du Mercato Vecchio, mais a suivi le chemin de l'ancien cardo maximus de la Florentia romaine, dans un secteur qui correspond au cœur le plus ancien de la ville. Dans les temps anciens, la rue avait différents noms. Le tronçon appelé via dell'Arcivescovado n'existe plus aujourd'hui, fait partie de la Piazza San Giovanni, mais anciennement, il continuait le long du palais de l'archevêque, qui à l'époque était composé de deux corps reliés par un passage aérien : le Risanamento di Firenze est venu agrandir la place derrière le baptistère, démolissant le corps avant du bâtiment et reconstruisant l'ancienne façade en position arrière.   

## Bâtiments
Aujourd'hui, via Roma est une rue avec des bâtiments du XIXe siècle. À l'époque, le nom de via dell'Arcivescovado a été étendu à toute la nouvelle rue, pour être ensuite dédiée au révolutionnaire espagnol Francisco Ferrer en 1909, qui a été abattu le 3 octobre de la même année. En 1911, l'administration du maire Tommaso Corsini a consacré la rue à la capitale italienne à l'occasion du cinquantième anniversaire de la proclamation du royaume d'Italie. 
La rue a aujourd'hui une vocation purement commerciale, avec de nombreux commerces. Parmi les bâtiments qui s'élèvent en cours de route, l'Hôtel Savoy mérite une mention, une construction éclectique somptueuse, le Caffè Gilli historique et l'espace commercial de Luisa Via Roma, conçu dans la première moitié des années 1980 par l'architecte Claudio Nardi. 
Via Roma, se trouve également le consulat de Saint-Marin. 

## Autres images

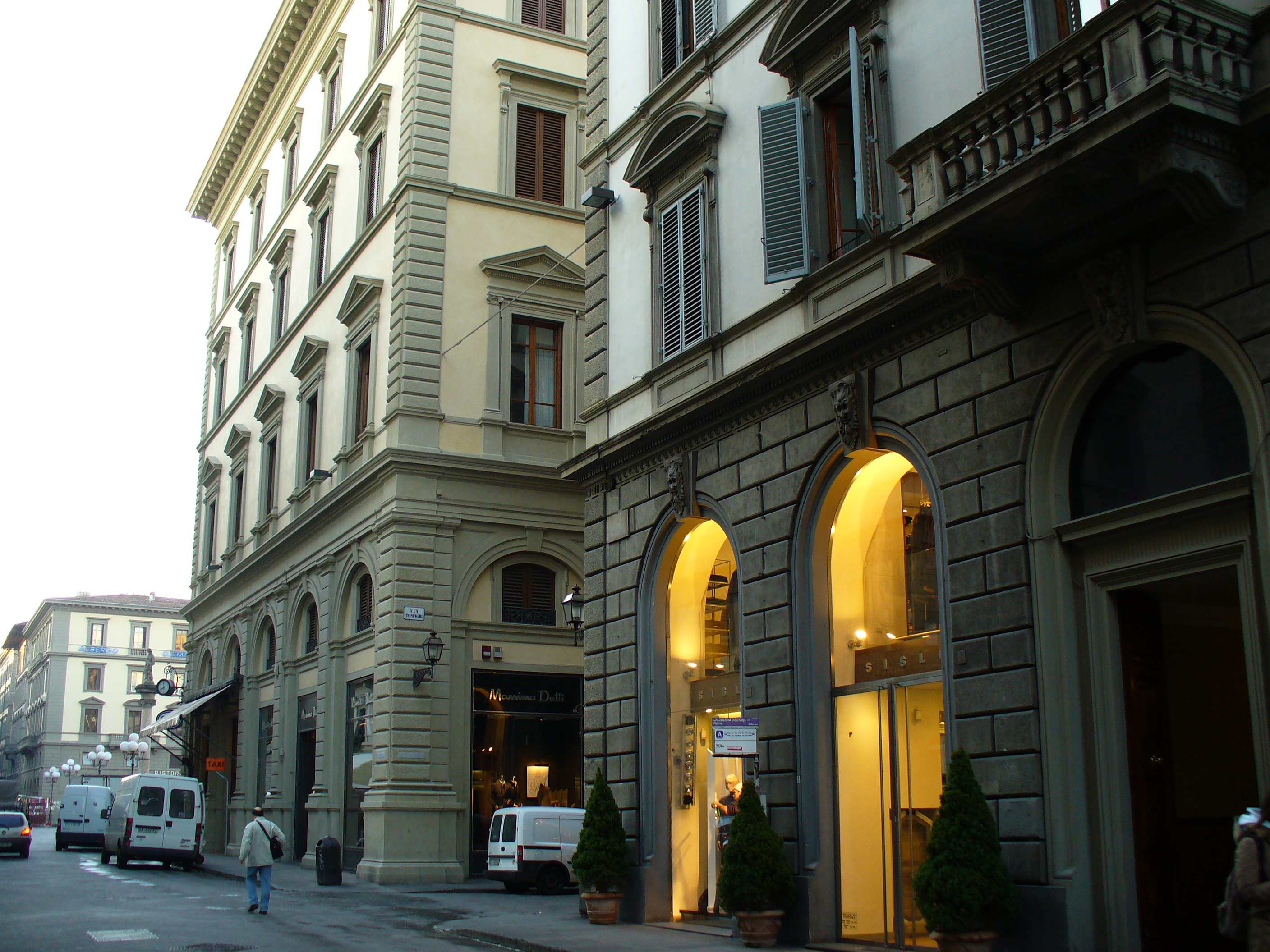
Via Roma
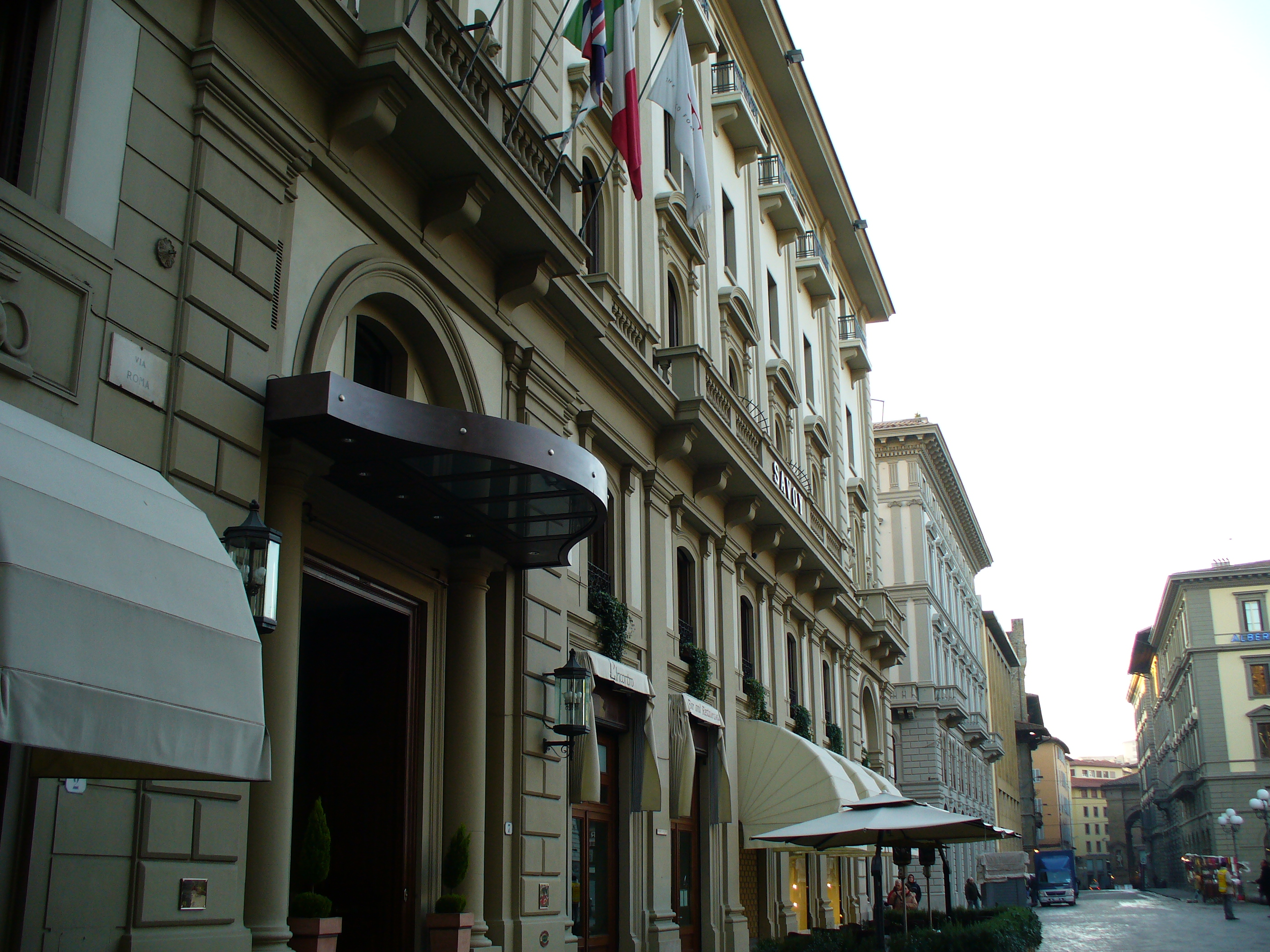
Piazza della Repubblica
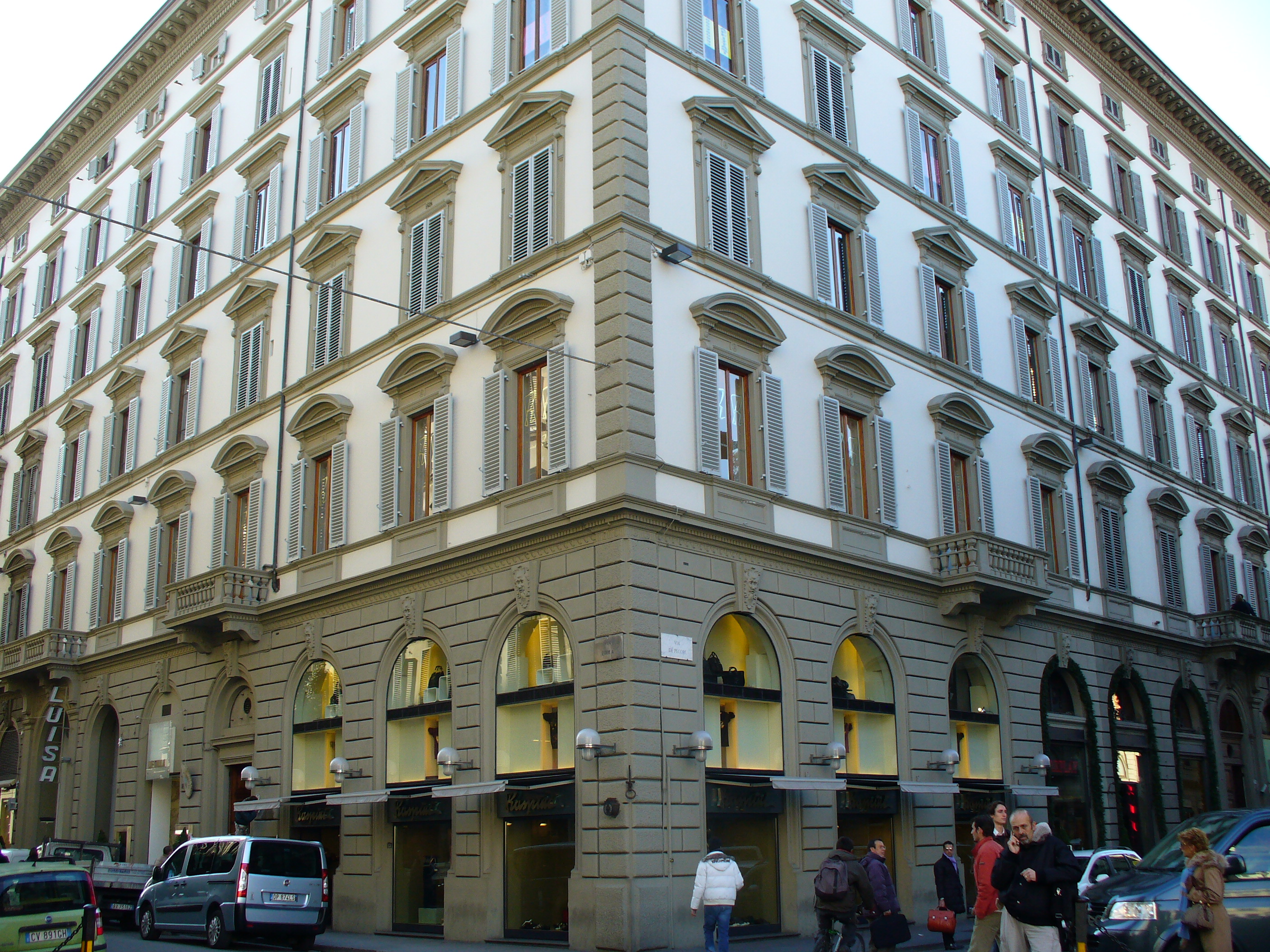
Vue depuis la place Piazza San Giovanni : le Palais Ceci et Rossi.

## Articles associés
- Florence